# ズヴェニゴロド公国 (ズヴェヌィーホロド)
ズヴェニゴロド公国（ウクライナ語: Звенигородське князівство）とは、11 - 13世紀にズヴェニゴロド（ズヴェヌィーホロド）を首都として成立したルーシの分領公国である。現在のウクライナ西部に位置した。

## 歴史
ズヴェニゴロド公国は、ペレムィシュリ公国、テレボヴリ公国と共に、ガーリチ・ロスチスラフ家(ru)（キエフ大公ヤロスラフ1世の子孫）によってヴォルィーニ公国から分離した政権である。初代ズヴェニゴロド公はガーリチ・ロスチスラフ家のヴォロダリ・ロスチスラヴィチである（在位：1086年 - 1092年）。また、公国成立の初年にズヴェニゴロド公国を攻めたヴォルィーニ公ヤロポルクは、遠征の最中に殺されている。
1124年、ヴォロダリの2人の子がそれぞれズヴェニゴロド公、ペレムィシュリ公となった。しかし1124年から1125年にかけて2人は争いを始めた。ズヴェニゴロド公となったウラジーミルはハンガリー王国からの支援を受けた。一方ペレムィシュリ公ロスチスラフはテレボヴリ公、キエフ大公を味方に引き入れていた。1128年にペレムィシュリ公ロスチスラフは死に、ズヴェニゴロド公ウラジーミルはペレムィシュリを得た。ウラジーミルはペレムィシュリ公となり、ズヴェニゴロド公位にはイヴァンが就いた。
1140年、ペレムィシュリ公国、テレボヴリ公国のガーリチ公国への併合に伴い、ズヴェニゴロド公国もまたガーリチ公国の分領公国となった（相続によってウラジーミルが4公国の統治権を継承した形となった）。1144年、一部のガーリチのボヤーレ（貴族）の援助の下、ズヴェニゴロド公イヴァンはガーリチ公位の転覆を図った。しかし計画は失敗し、以降数十年の間はズヴェニゴロドに公が置かれることはなかった。
1199年、ガーリチ公国がヴォルィーニ公国と合併し、ガーリチ・ヴォルィーニ公国となった。ガーリチ公家（上記のガーリチ・ロスチスラフ家）による公位継承は途絶え、ガーリチ・ヴォルィーニ公にはノヴゴロド・セヴェルスキー公国のイーゴリの子たちが招かれた。スヴェニゴロド公にはイーゴリの子のロマンが就いた。1211年、ハンガリー・ポーランド・ヴォルィーニ連合軍がロマンの幼い子を公位につけるためにガーリチへ到来し、ズヴェニゴロドも包囲された。ポロヴェツ族とテレボヴリ公イジャスラフの軍が救援に来たが、リュタヤ川での戦闘で撃破された。イーゴリの子のロマンはスヴェニゴロドを捨てて逃走したがすぐに捕らえられ、スヴェニゴロドは陥落した。
1349年から1392年まで、ズヴェニゴロド公国の領域はポーランド王国領となっていた。